# 伊乔人
伊乔人（Ijaw people）是奈及利亞最重要的民族之一。

## 知名人物
- 古德勒克·喬納森：奈及利亞第四共和國第三任總統
- 阿格巴尼·達雷戈：2001年世界小姐冠軍